# Museo de arte de las Islas Feroe
El Museo de arte de las Islas Feroe (en feroés: Listasavn Føroya) es un museo de arte en la localidad de Tórshavn, en las Islas Feroe, creado para exposiciones permanentes de arte en su mayoría de las Islas Feroe. 
Fundado en 1989, consta de una galería llamada Listaskáli (desde 1970) y otra para las artes históricas (desde 1993) con una superficie de 1.600 m².
El museo está situado en el extremo norte del Parque de Tórshavn cerca de la Casa Nórdica en las Islas Faroe.